# Аук
Аук (кирг. Аук) — село в Базар-Коргонском районе Джалал-Абадской области Кыргызстана. Административный центр Кенешского айылного аймака.

## География
Село расположено в юго-восточной части области, к западу от реки Кара-Ункюр, на расстоянии приблизительно 3 километров (по прямой) к северу от города Базар-Коргон, административного центра района. Абсолютная высота — 791 метр над уровнем моря.

## Население
Согласно оценочным данным Национального статистического комитета Кыргызской Республики, численность населения села на начало 2023 года составляла 3262 человека.
| год     | 2009 | 2014 | 2015 | 2020 | 2021 | 2023 |
| ------- | ---- | ---- | ---- | ---- | ---- | ---- |
| человек | 3232 | 3838 | 3400 | 4308 | 4409 | 3262 |